# Ketzin/Havel
Ketzin/Havel település Németországban, azon belül Brandenburgban. Lakosainak száma 6758 fő (2023. december 31.).

## Fekvése
Berlintől keletre fekvő település.

## Története
Ketzin nevét 1197-ben említette először oklevél Ketzins néven. Ebben az oklevélben említésre került Paretz, Garlic és  Markau is. Egy 1307-es és egy 1320-as dokumentumban a Ketzin név az "oppidum" kiegészítéssel jelent meg, mely városi jellegű, vagy városi értelemben vett kifejezés. Ketzin később tipikus halászfaluvá alakult, amit az 1574-ből származó címer is igazol.
1738-ban megalakult a Ketzini Halászati Céh, amelynek 30 kispolgár és halász tagja volt. Mivel a halászat fontos része Ketzin történelmének, a céh-címer, "Fischerlade" még ma is megtalálható a városi múzeumban . A céh tiszteletére augusztusban rendszeres időközönként megrendezik a nagy halászati fesztivált.
Az 1860-as évektől a téglagyártáshoz megfelelő agyag felfedezésével a város nagy gazdasági fellendülést tapasztalt. Már 1882-ben 14 téglagyár volt Ketzinben 21 gyűrűs kemencével és 13 agyaggödörrel. Évente mintegy 100 millió téglát gyártottak.
Számos történelmi látnivaló jellemzi a városképet, beleértve a 12. századi Szent Péter-templomot, a Königs-Wassersportheim-t, vagy a 18. századból származó kis Buddenhaust.
A "Charlotte", a Havel-komp ugyanolyan idegenforgalmi látványosság és tömegközlekedés mellett nagy népszerűségre tett szert.
Ha a Ketzin / Havel irányából Brandenburg irányába haladunk, az ú  Ketziner Ortsbereich Brückenkopf-on keresztül vezet. A területet a 19. századvégi helyi téglagyárak uralták. A szükséges agyagot 30 m mély mélységből bányászták ki. Az agyagkészletek kimerülése után a gödröket vízzel töltötték fel, így egy nagy tóterület keletkezett változatos növény- és állatvilággal.

## Nevezetességek
- Szent Péter-templom - a 12. századból való.
- Friedhofskapelle

## Galéria

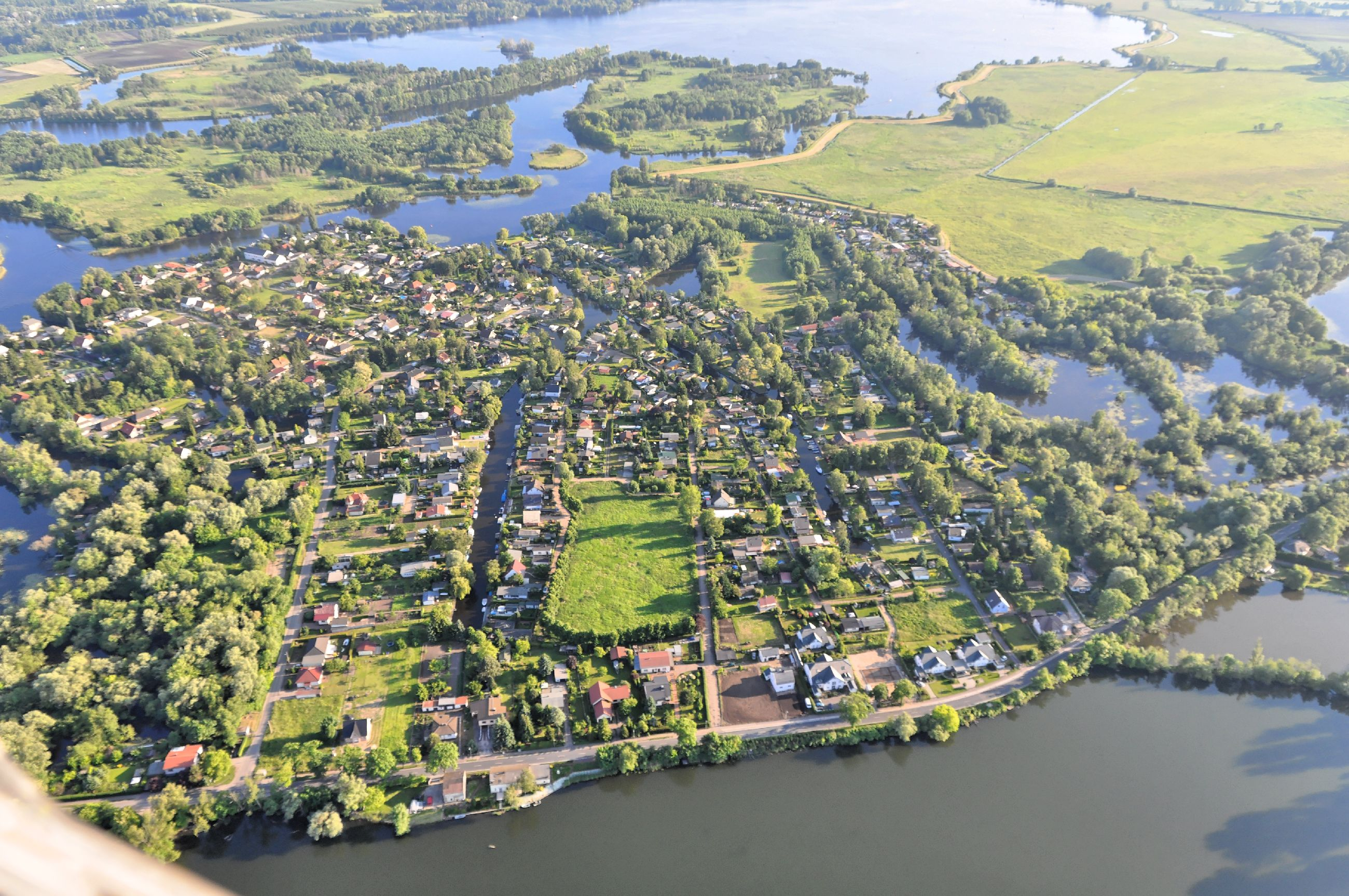
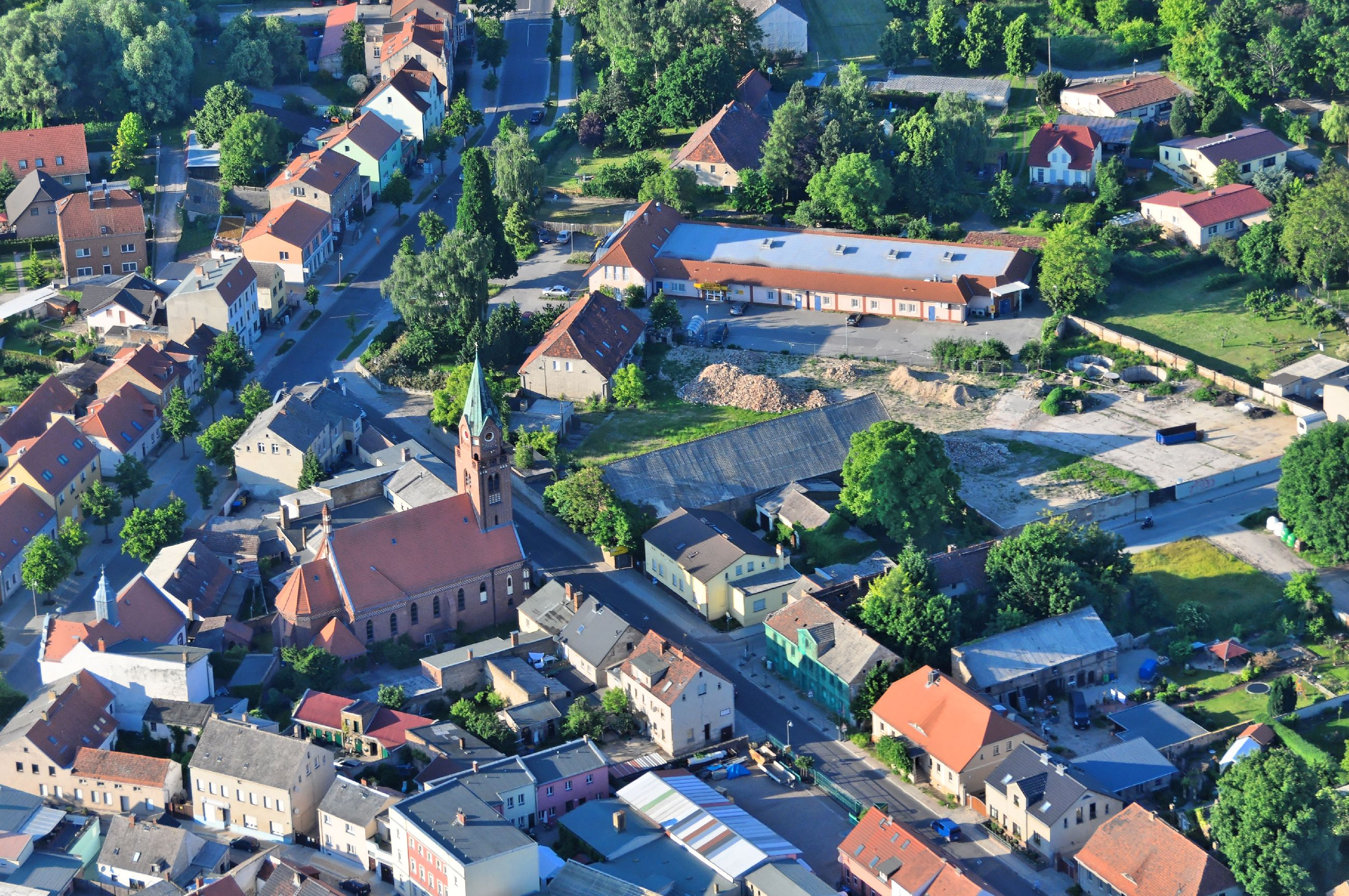
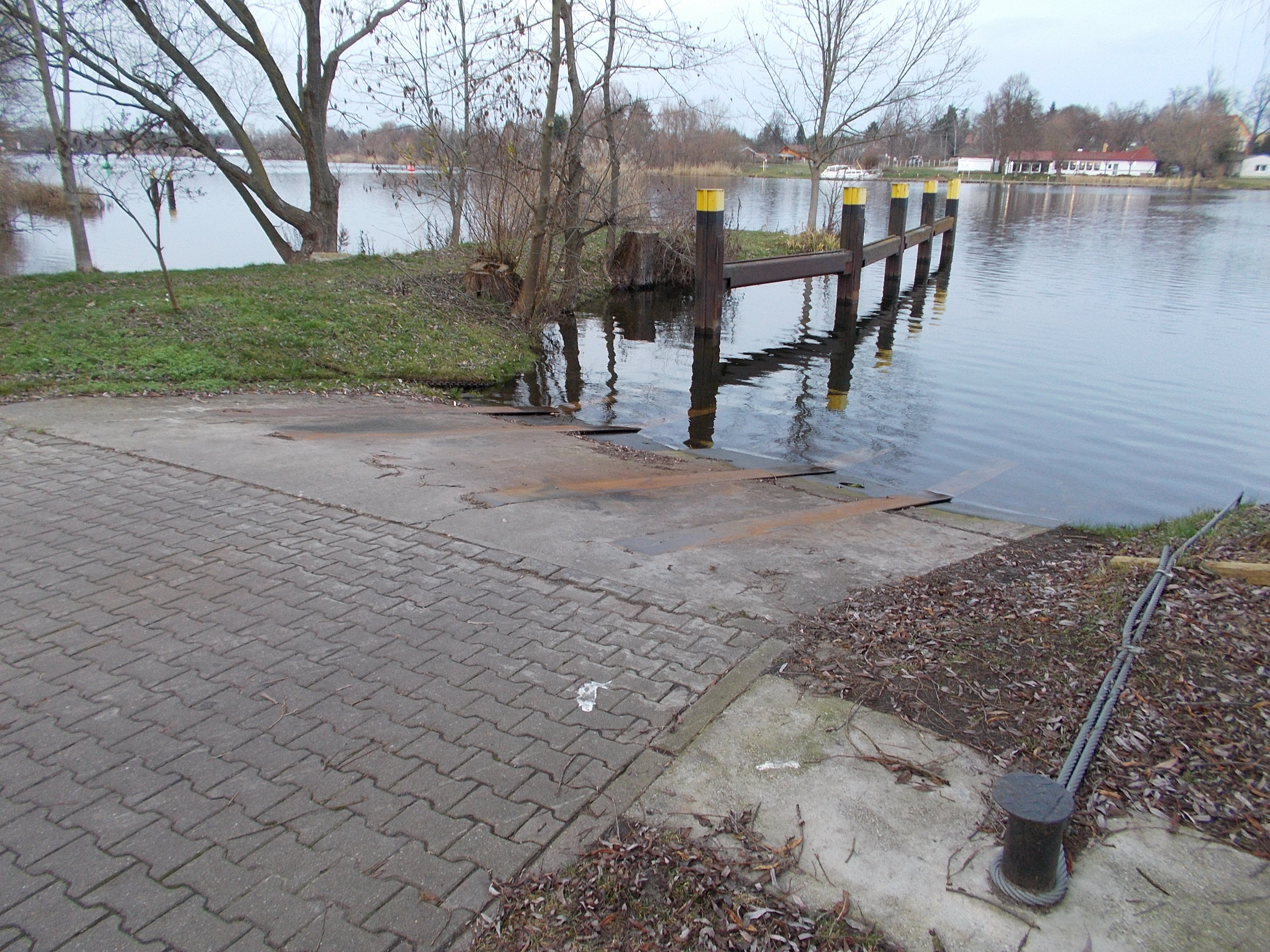
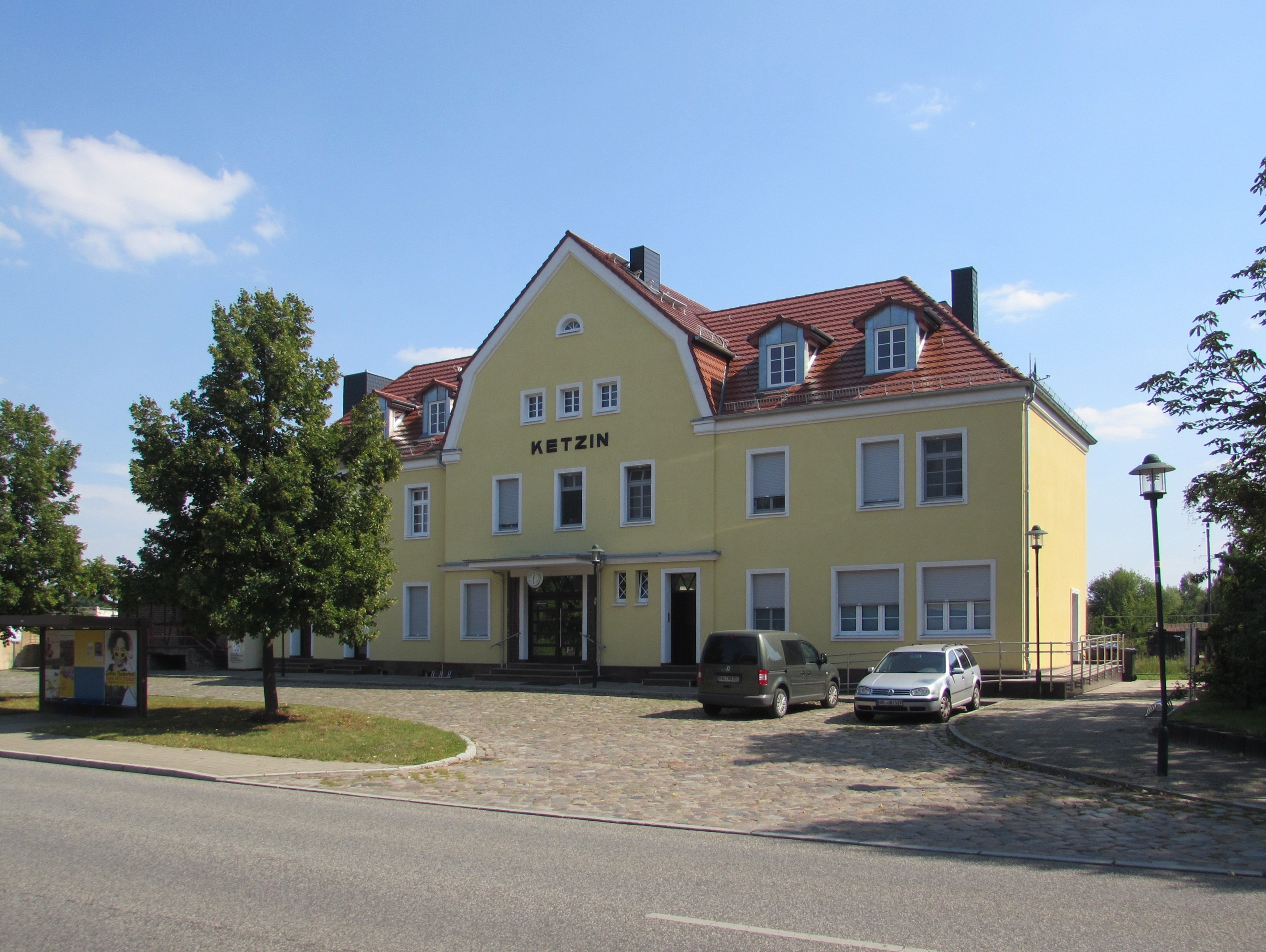
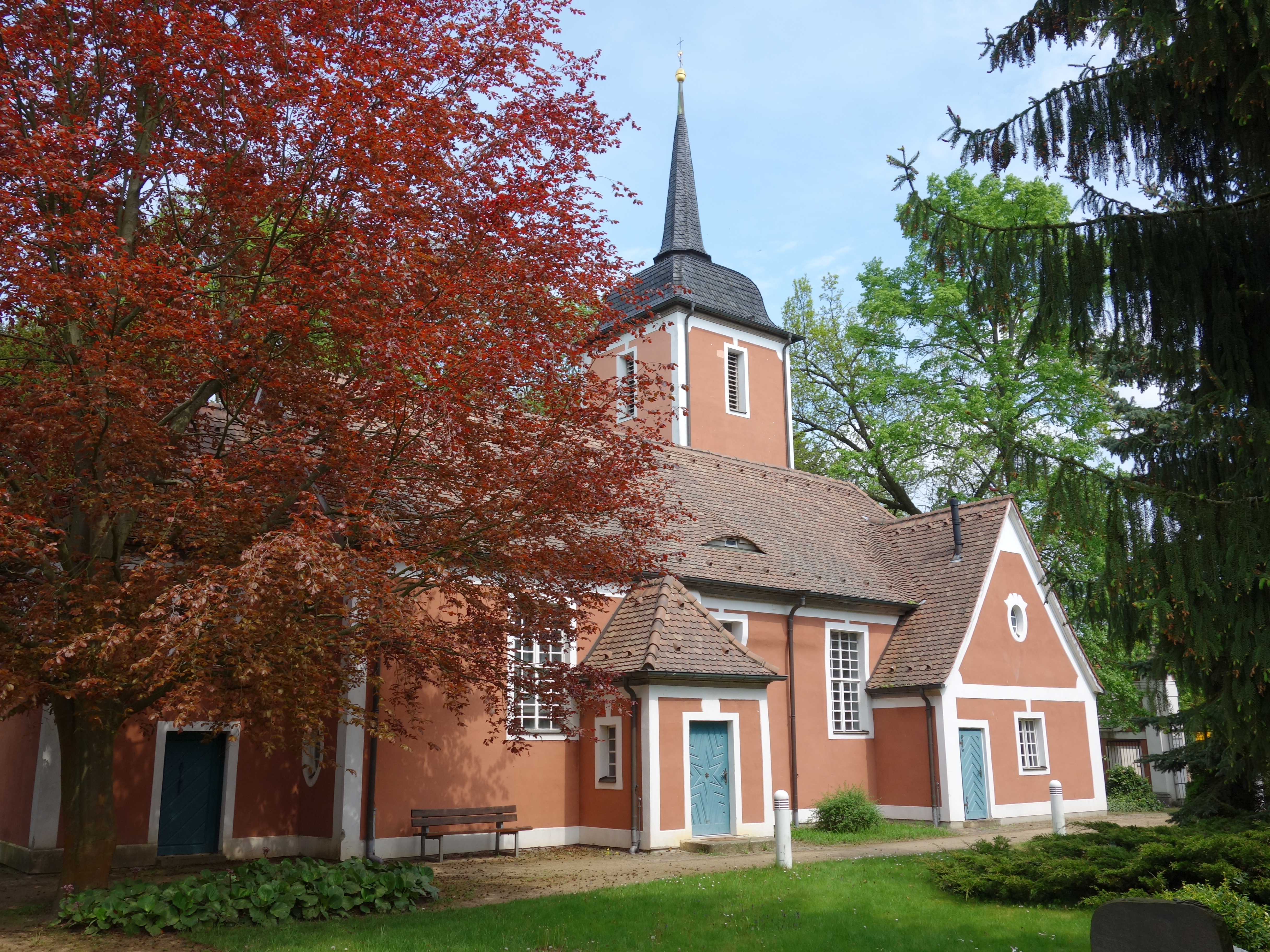
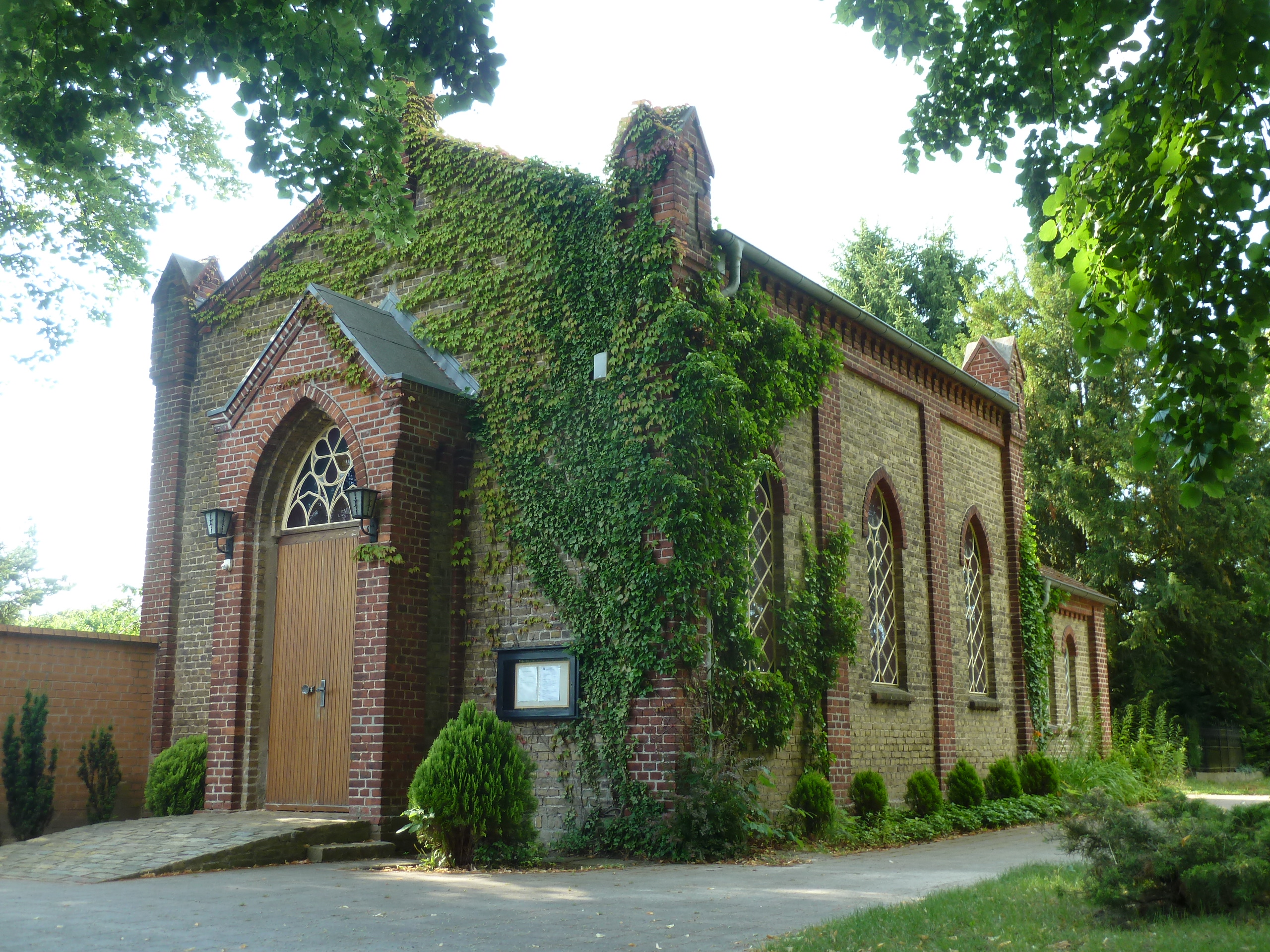
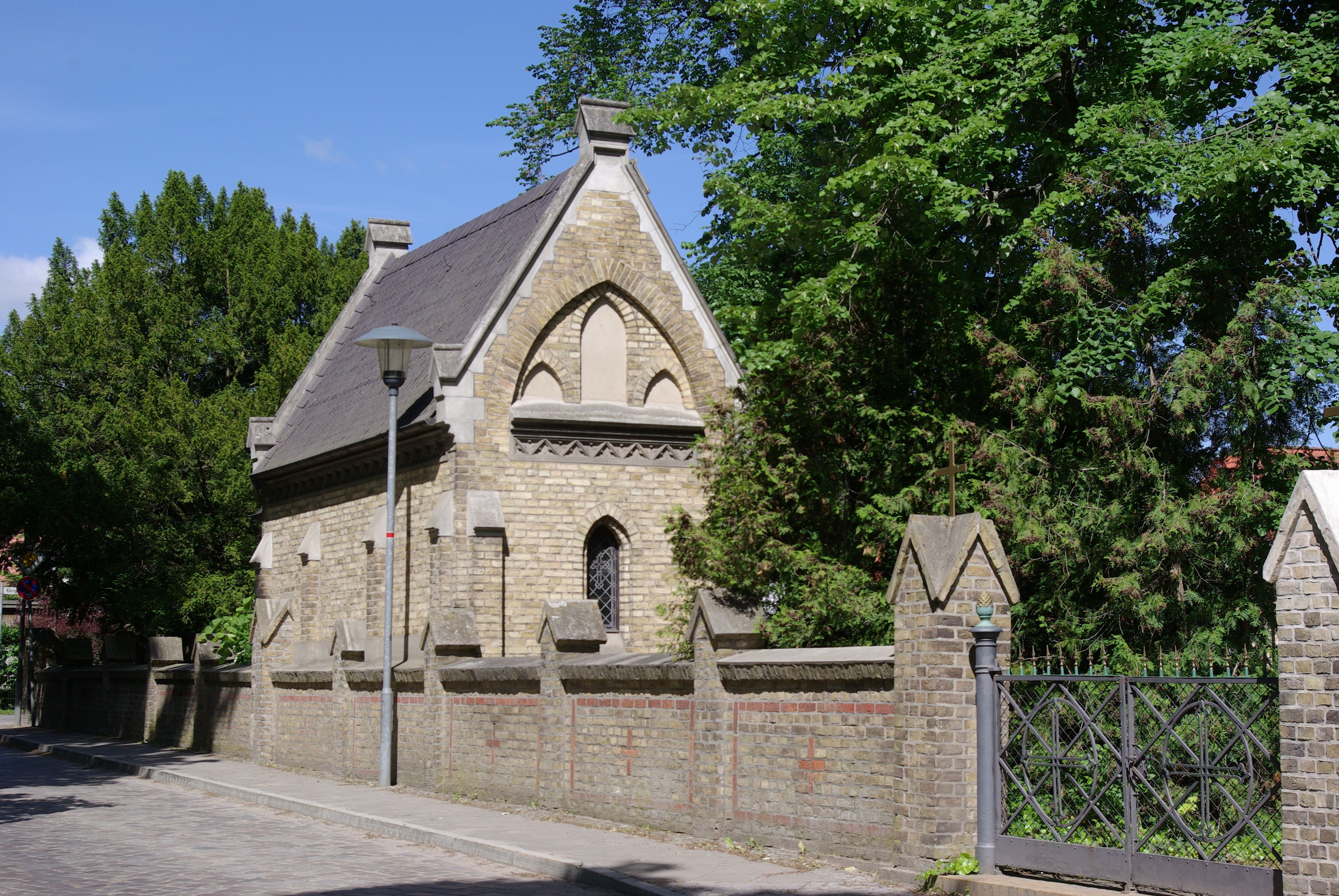
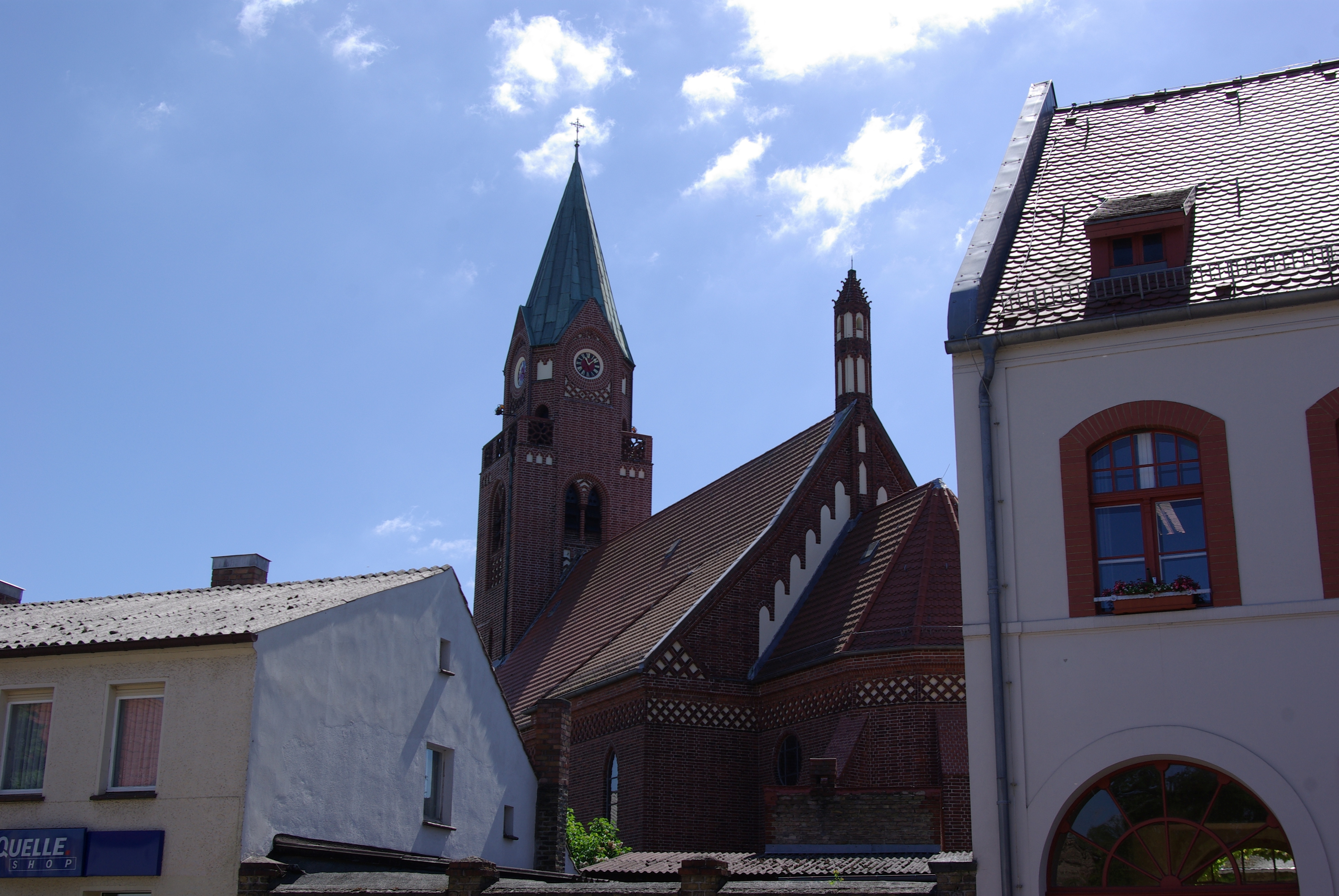
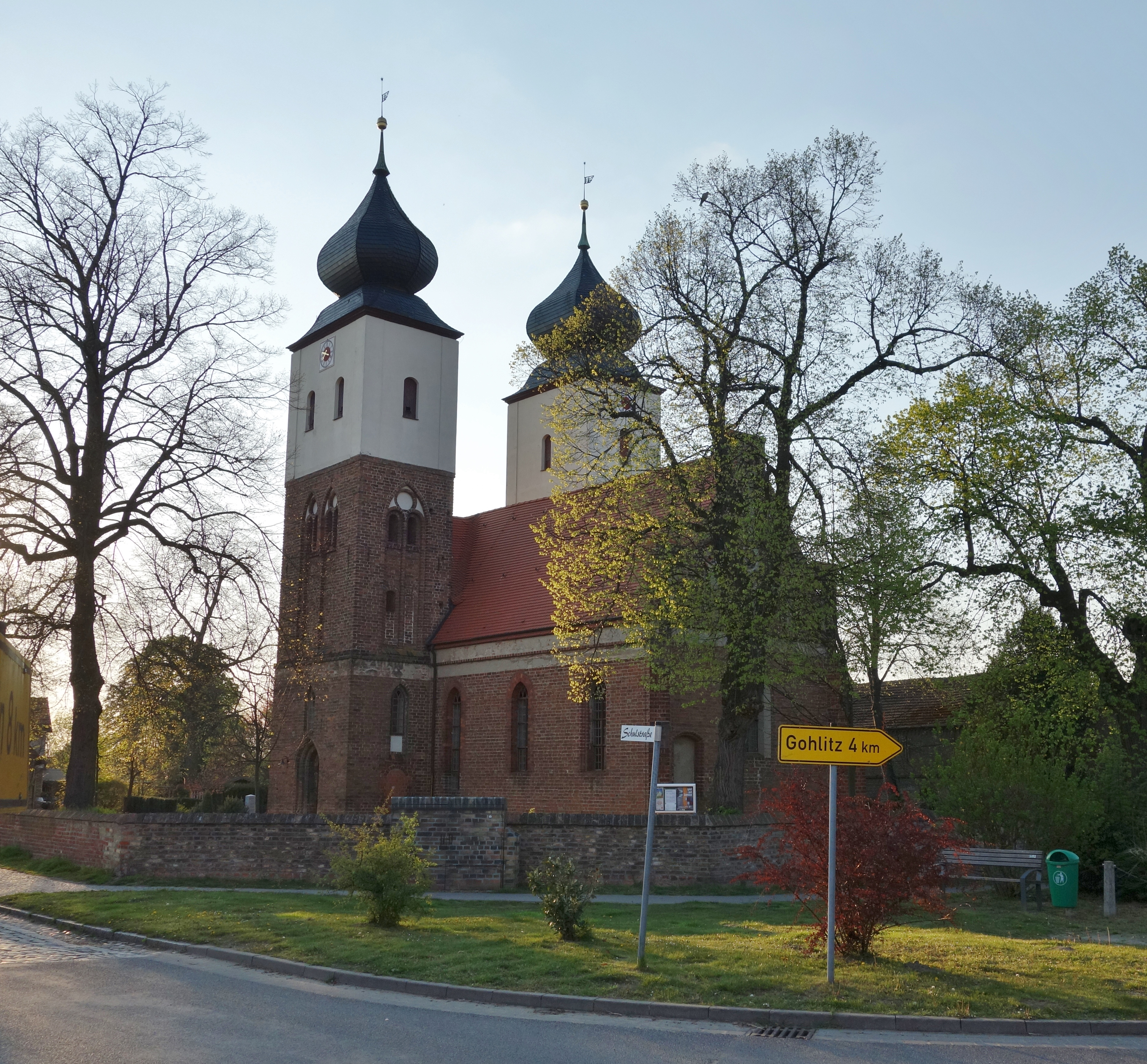
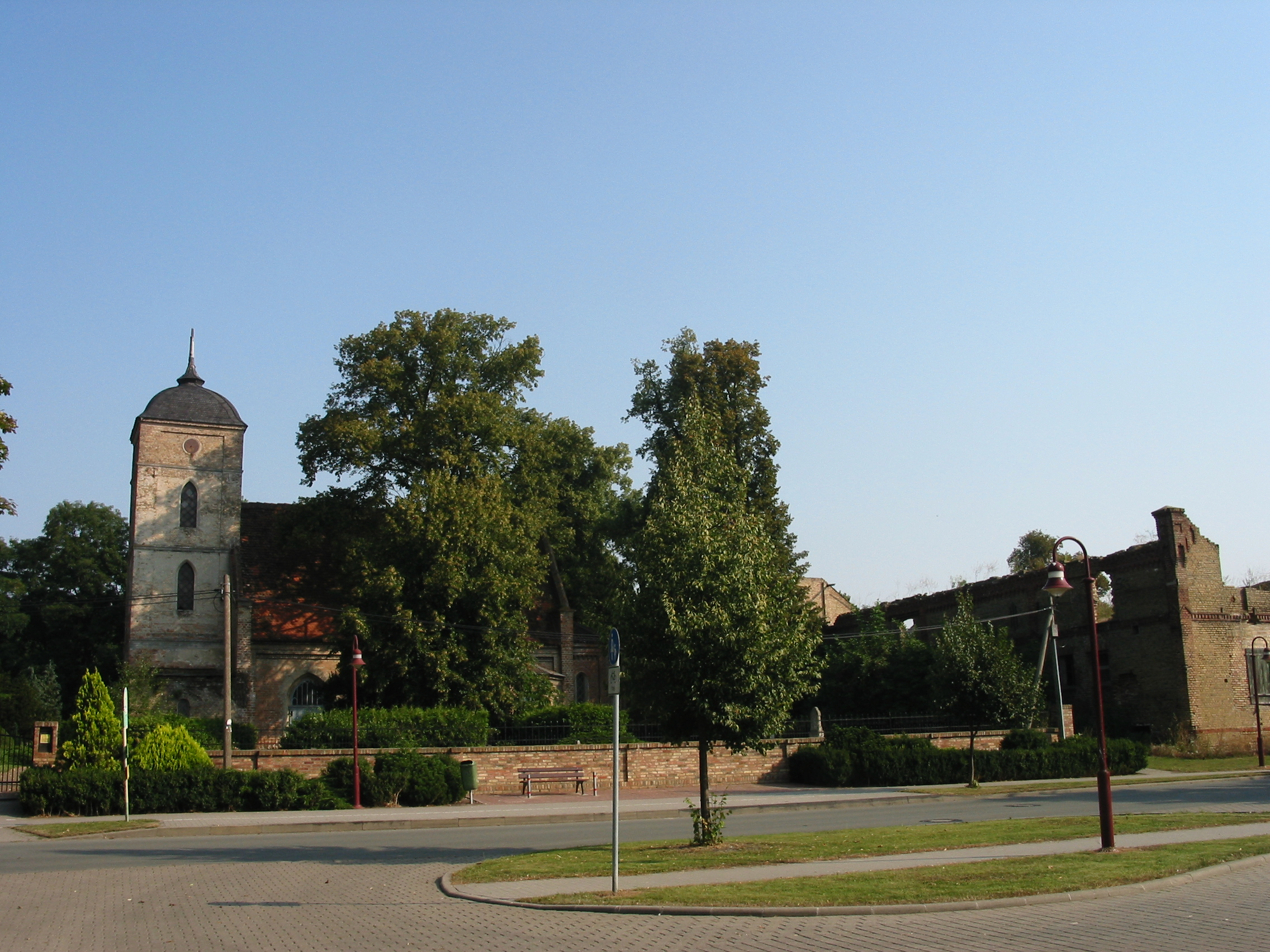
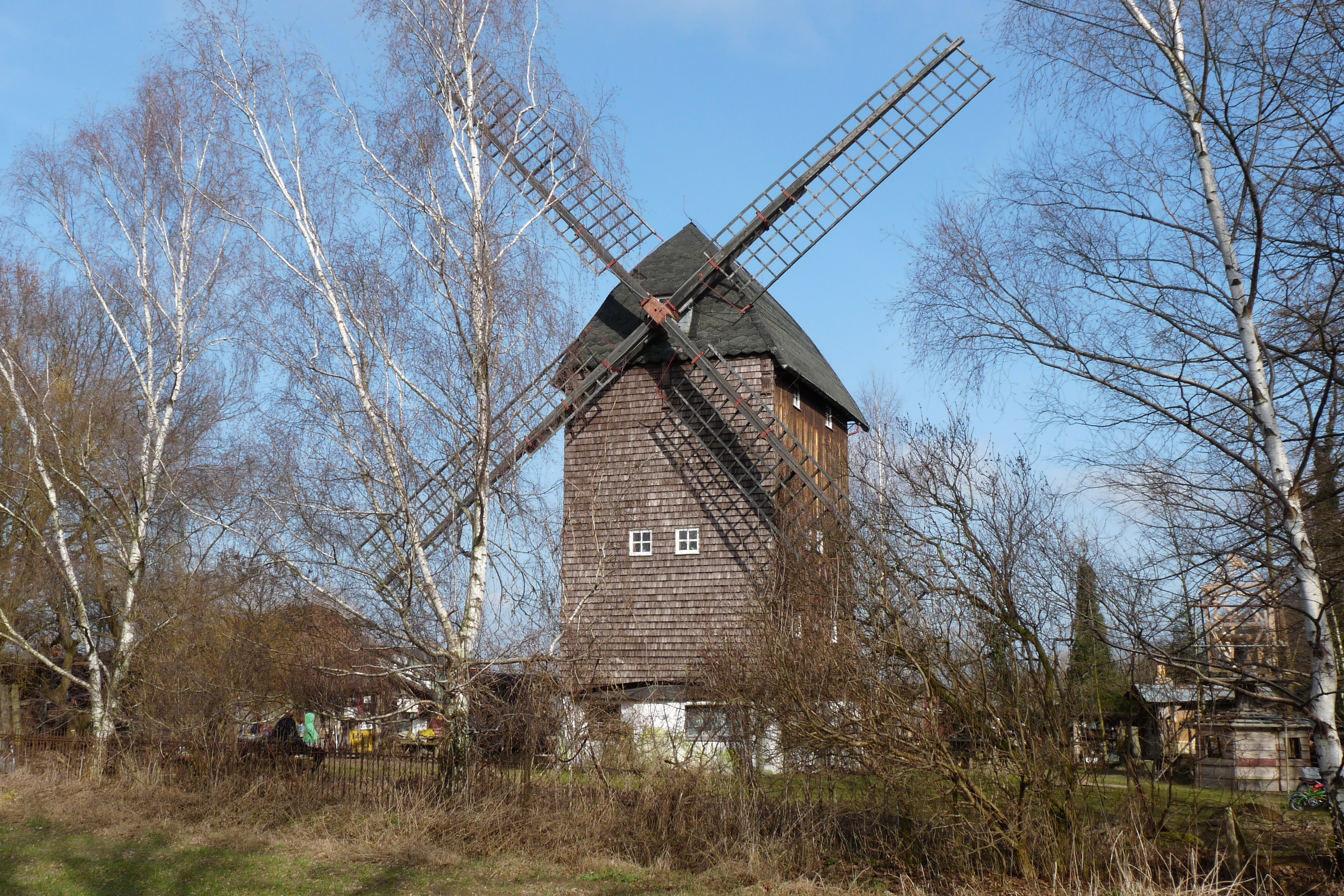
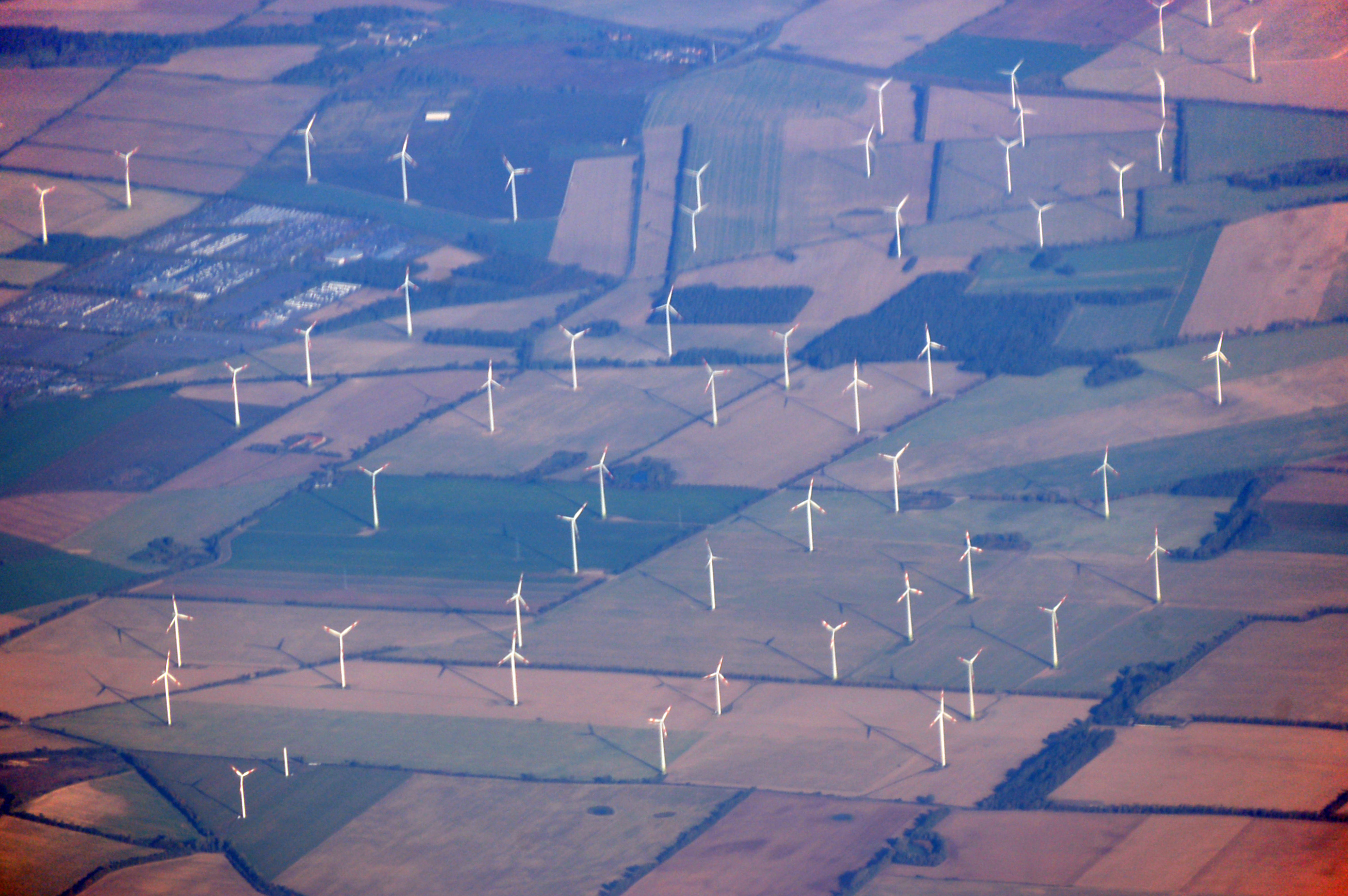
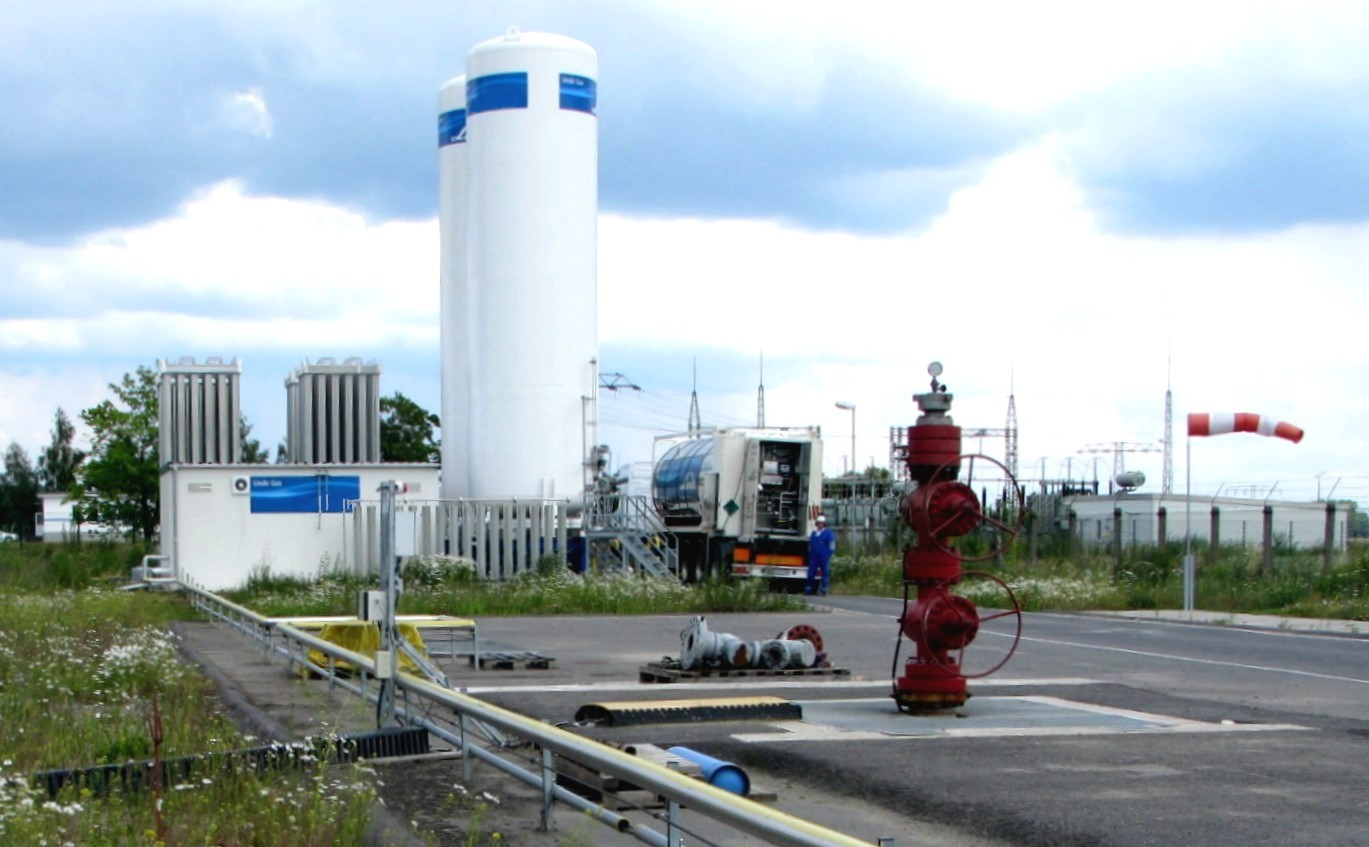
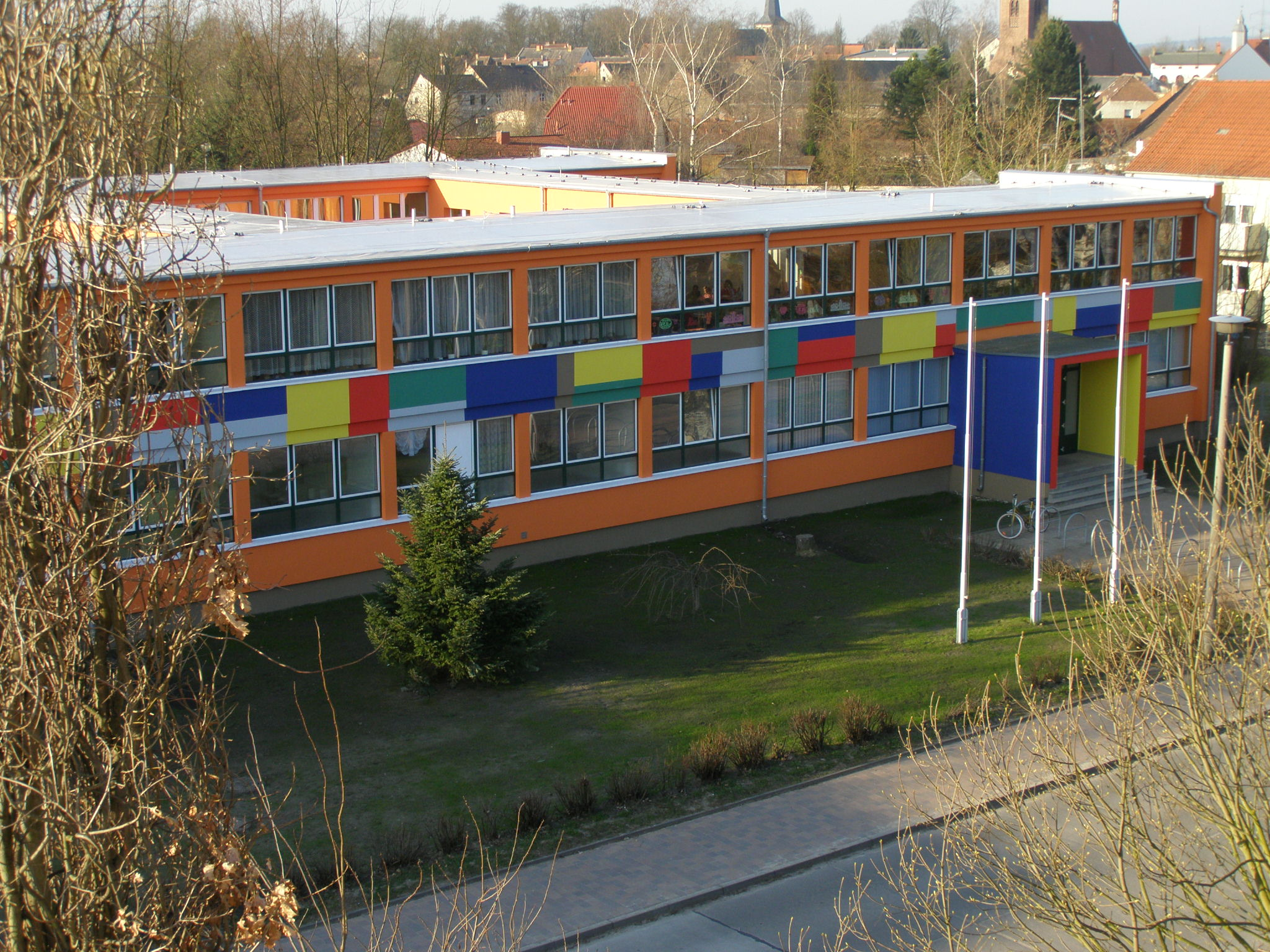

## Népesség
A település népességének változása:
| Lakosok száma | 6503 | 6498 | 6609 | 6726 | 6758 |
|               | 2017 | 2019 | 2021 | 2022 | 2023 |